# Бриндизи Монтања
Бриндизи Монтања (итал. Brindisi Montagna) је насеље у Италији у округу Потенца, региону Базиликата.
Према процени из 2011. у насељу је живело 668 становника. Насеље се налази на надморској висини од 807 м.

## Становништво
| 1951. | 1961. | 1971. | 1981. | 1991. | 2001. | 2011. |
| ----- | ----- | ----- | ----- | ----- | ----- | ----- |
| 1.941 | 1.764 | 1.265 | 1.058 | 949   | 905   | 925   |